# Le Vermont
Le Vermont ist eine französische Gemeinde im  Département Vosges in der Region Grand Est (bis 2015 Lothringen). Sie gehört zum Arrondissement Saint-Dié-des-Vosges und zum Kanton Raon-l’Étape. Die Bewohner nennen sich Vermontois.

## Geografie

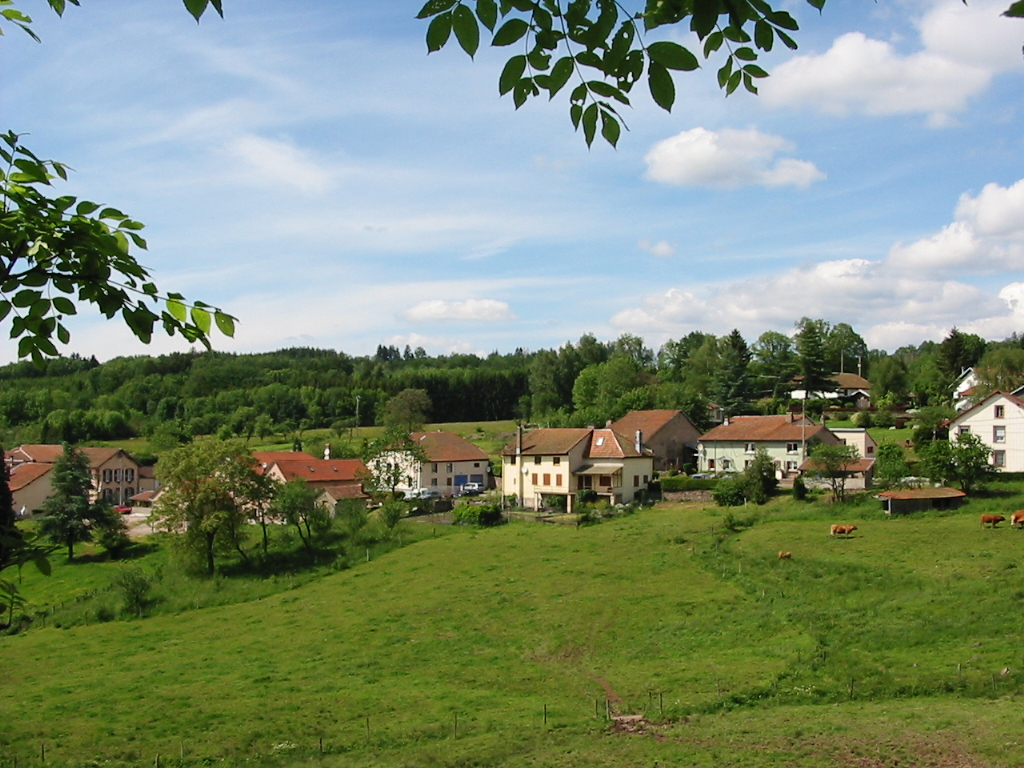
Ortsansicht

Die Gemeinde Le Vermont liegt in den Vogesen unweit des Col du Hantz, der eine Verbindung zwischen den Tälern von Meurthe und Breusch herstellt. Im Osten reicht das Gemeindegebiet von Le Vermont bis an den Vogesenkamm, der die Grenze zum Département Bas-Rhin bildet. Mit dem 817 Meter hohen Houdimont wird hier der höchste Punkt in der Gemeinde erreicht. Die 4,41 km² große Gemeinde ist bis auf die beiden Rodungsinseln des Dorfes Le Vermont und des Weilers Le Voé vollständig von Wald bedeckt. Die angrenzenden Gemeinden sind Belval im Norden, Saulxures im Nordosten, Saint-Stail im Südosten, Grandrupt im Süden und Le Puid im Westen.

## Geschichte
Frühere Ortsnamen waren Louvermont (nachgewiesen im Jahr 1656), Le Vermont, Vermont und Levermont. Am 24. September 1944 wurden von Wehrmacht und Gestapo bei einer Razzia im Rahmen der Aktion Waldfest sechs Männer aus Le Vermont verhaftet und über das Sicherungslager Schirmeck ins KZ Dachau gebracht. Fünf von ihnen überlebten nicht.

### Bevölkerungsentwicklung
| Jahr      | 1962 | 1968 | 1975 | 1982 | 1990 | 1999 | 2008 | 2019 |
| --------- | ---- | ---- | ---- | ---- | ---- | ---- | ---- | ---- |
| Einwohner | 82   | 72   | 51   | 56   | 38   | 54   | 51   | 71   |